# Hyponephele comara
Hyponephele comara är en fjärilsart som beskrevs av Lederer 1870. Hyponephele comara ingår i släktet Hyponephele och familjen praktfjärilar. Inga underarter finns listade i Catalogue of Life.